# Пендер (Небраска)
Пендер (англ. Pender) — селище (англ. village) в США, в окрузі Терстон штату Небраска. Населення — 1115 осіб (2020).

## Географія
Пендер розташований за координатами 42°6′38″ пн. ш. 96°42′41″ зх. д. / 42.11056° пн. ш. 96.71139° зх. д. (42.110615, -96.711515).  За даними Бюро перепису населення США в 2010 році селище мало площу 1,83 км², уся площа — суходіл.

## Демографія
Згідно з переписом 2010 року, у селищі мешкали 1002 особи в 444 домогосподарствах у складі 291 родини. Густота населення становила 548 осіб/км².  Було 497 помешкань (272/км²).
Расовий склад населення:
| - 95,5 % — білих - 1,8 % — корінних американців - 0,2 % — азіатів |

До двох чи більше рас належало 1,8 %. Частка іспаномовних становила 1,7 % від усіх жителів.
За віковим діапазоном населення розподілялося таким чином: 19,3 % — особи молодші 18 років, 53,3 % — особи у віці 18—64 років, 27,4 % — особи у віці 65 років та старші. Медіана віку мешканця становила 49,5 року. На 100 осіб жіночої статі у селищі припадало 92,0 чоловіків;  на 100 жінок у віці від 18 років та старших — 89,5 чоловіків також старших 18 років.
Середній дохід на одне домашнє господарство  становив 71 456 доларів США (медіана — 50 972), а середній дохід на одну сім'ю — 87 089 доларів (медіана — 70 865). За межею бідності перебувало 17,3 % осіб, у тому числі 38,0 % дітей у віці до 18 років та 12,2 % осіб у віці 65 років та старших.
Цивільне працевлаштоване населення становило 557 осіб. Основні галузі зайнятості: освіта, охорона здоров'я та соціальна допомога — 26,0 %, роздрібна торгівля — 15,3 %, виробництво — 14,9 %.